# Batalla d'Issos (194)
|  | Per a altres significats, vegeu «Batalla d'Issos». |

La batalla d'Issos va ser un enfrontament que va teir lloc l'any 194 entre les forces de l'emperador Septimi Sever i el seu rival i pretendent al tron, Pescenni Níger, durant l'Any dels cinc emperadors. Sever va guanyar de manera decisiva i Níger va fugir a Antioquia, on va ser assassinat més tard mentre intentava fugir a Pàrtia.

## Antecedents
La Guàrdia Pretoriana, després de l'assassinat de l'emperador Pertinax va organitzar una subhasta pel tron que va guanyar Didi Julià, el millor postor. El tron tenia tres altres pretendents, Septimi Sever, Pescenni Níger (el governador de Síria) i Clodi Albí (governador de Britànnia).
Sever va marxar cap a Roma on va obtenir el suport dels pretorians i altres antics aliats de Didi, que va acabar decapitat. Després va aliar-se amb Albí i va continuar la seva marxa contra Pescenni, a qui va derrotar en la batalla de Cízic i a Nicea. Va posar setge a Bizanci, va assegurar el control d'Egipte i va obligar a Pescenni a fugir més a l'est.
Sever va fer un hàbil ús de les seves relacions amb els governants d'orient, particularment a través dels ostatges que aquests havien d'enviar a Roma, per afeblir la posició del seu contrincant. El governador d'Aràbia es va passar al bàndol imperial amb les seves legions mentre d'altres, com la Legió VI Ferrata, es van revoltar contra Pescenni per lluitar al costat de l'emperador reconegut pel Senat Romà.

## La Batalla
L'enfrontament final va tenir lloc a Issos, on Pescenni Níger va voler defensar les Portes Cilícies, un pas estret entre la Muntanya del Taure d'una banda i els penya-segats escarpats sobre el riu Tars per l'altre.
Pescenni va fortificar el seu campament en una posició elevada, amb el costat esquerre protegit pels penya-segats i el dret per un bosc impenetrable. Al davant va disposar la infanteria pesant de legionaris, darrere els llancers i els foners, i per acabar els arquers, que tenien la missió de fer caure una pluja de fletxes sobre els enemics que s'acostessin a la primera línia. Finalment va disposar una línia de carros de transport, per evitar la fugida de les seves pròpies tropes.
Corneli Anulí va respondre disposant als seus legionaris al davant, amb els auxiliars a la banda dreta per cobrir amb el llançament de fletxes l'ascens de la infanteria pesant. També va ordenar que la cavalleria ataqués pel bosc la rereguarda de Níger.
Els legionaris d'Anulí van entrar en contacte amb l'enemic adoptant la formació de testudo per protegir-se dels arquers, però malgrat tot semblava que els defensors prenien avantatge. Malauradament per Níger, en aquell moment va esclatar una forta tempesta que va colpejar el seu front alhora que la cavalleria d'Anulí queia sobre la rereguarda i posava els seus homes en fuga.
La victòria va ser atribuïda pels historiadors Herodià i Cassi Dió a l'avantatge numèrica que tenia Sever (dotze legions) davant de les sis o nou de Níger.

## Conseqüències
Pescenni va aconseguir fugir amb vida del camp de batalla, però pocs dies després era assassinat i el seu cap arribava a Bizanci. La ciutat va estar sota el setge de les tropes de Septimi fins al 196, resistint amb l'esperança que un tercer rival, el governador de Britànnia Clodi Albí, derrotés a Septimi a l'Oest. Malgrat tot, Sever va derrotar a Albí a la batalla de Lugdúnum, aconseguint el poder absolut.